# Olena Kulchytska

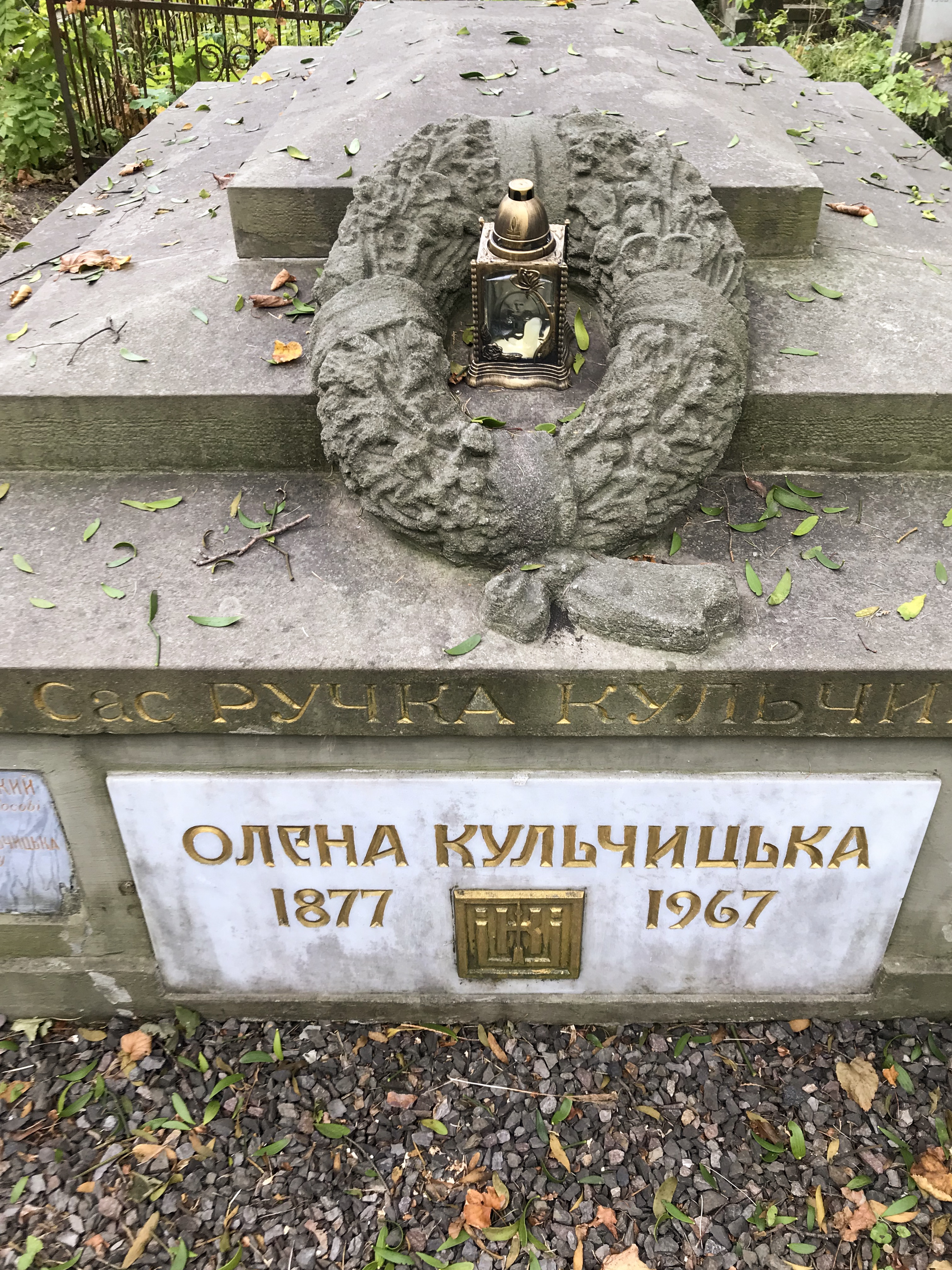
Túmulo de Olena Kulchytska

Olena Kulchytska (em ucraniano:  Олена Кульчицька; nascida em 15 de setembro de 1877, Berezhany, Galícia - falecidao em 8 de março de 1967, Lviv) foi um artista, professora e activista civil ucraniana.

## Trabalho
A primeira exposição individual de Kulchytska ocorreu em Lviv em 1909. Exibia as suas gravuras, impressões, aquarelas, xilogravuras e filigranas. A exposição foi celebrada pelos primeiros artistas modernistas ucranianos, por exemplo, Ivan Trush.
Durante 1920-1930, Kulchytska deu uma grande contribuição para o design de livros ucranianos. Ela ilustrou várias obras de Ivan Franko, Mykhailo Kotsiubynsky, Vasyl Stefanyk e Yurii Fedkovych, bem como mais de 70 livros infantis para a série «Para Os Mais Pequenos», que incluiu ' The Star-Child ' de Oscar Wilde (1920).

## Activismo
Durante a Primeira Guerra Mundial, Kulchytska retratou o sofrimento da população civil e dos refugiados. As suas obras foram reproduzidas como cartões-postais pelo Comité de Mulheres Ucranianas de Ajuda aos Soldados Feridos em Viena.
Kulchytska fez parte do movimento de resistência civil sob o stalinismo.